# Chiesa della Natività della Vergine Maria (Vranov)
La chiesa della Natività della Vergine Maria (in ceco kostel Narození Panny Marie) è un luogo di culto e meta di pellegrinaggio cattolico situato nel comune ceco di Vranov.
È un monumento culturale della Repubblica Ceca.

## Storia
Venne progettata da Giovanni Maria Filippi per volere di Massimiliano del Liechtenstein, e fu edificata tra il 1617 e il 1624 dal costruttore Andrea Erna.

## Descrizione
È una chiesa a navata unica.
L'altare maggiore fu realizzato dallo scultore Gottfried Fritsch su commissione della contessa Maria Teresa di Savoia; è dominato dalla statua lignea raffigurante Maria con la testa lievemente inclinata e le mani non completamente giunte, scolpita prima del 1500 da un ignoto intagliatore francese, e arrivata probabilmente con i primi paolotti che giunsero a Vranov.
La pala d'altare della Santissima Trinità è del pittore viennese Paul Troger, mentre la volta è decorata dagli affreschi di Jan Jiří Etgens che rappresentano Maria in gloria circondata dagli angeli.
La cripta venne costruita sotto la chiesa come luogo di sepoltura dei membri del casato di Liechtenstein, e venne ricostruita nel XIX secolo.